# Jitia de Jos, Vrancea
Jitia de Jos este un sat în comuna Jitia din județul Vrancea, Muntenia, România.
 Acest articol despre o localitate din județul Vrancea este deocamdată un ciot. Puteți ajuta Wikipedia prin completarea lui.